# Ligne 4 du métro de Hangzhou

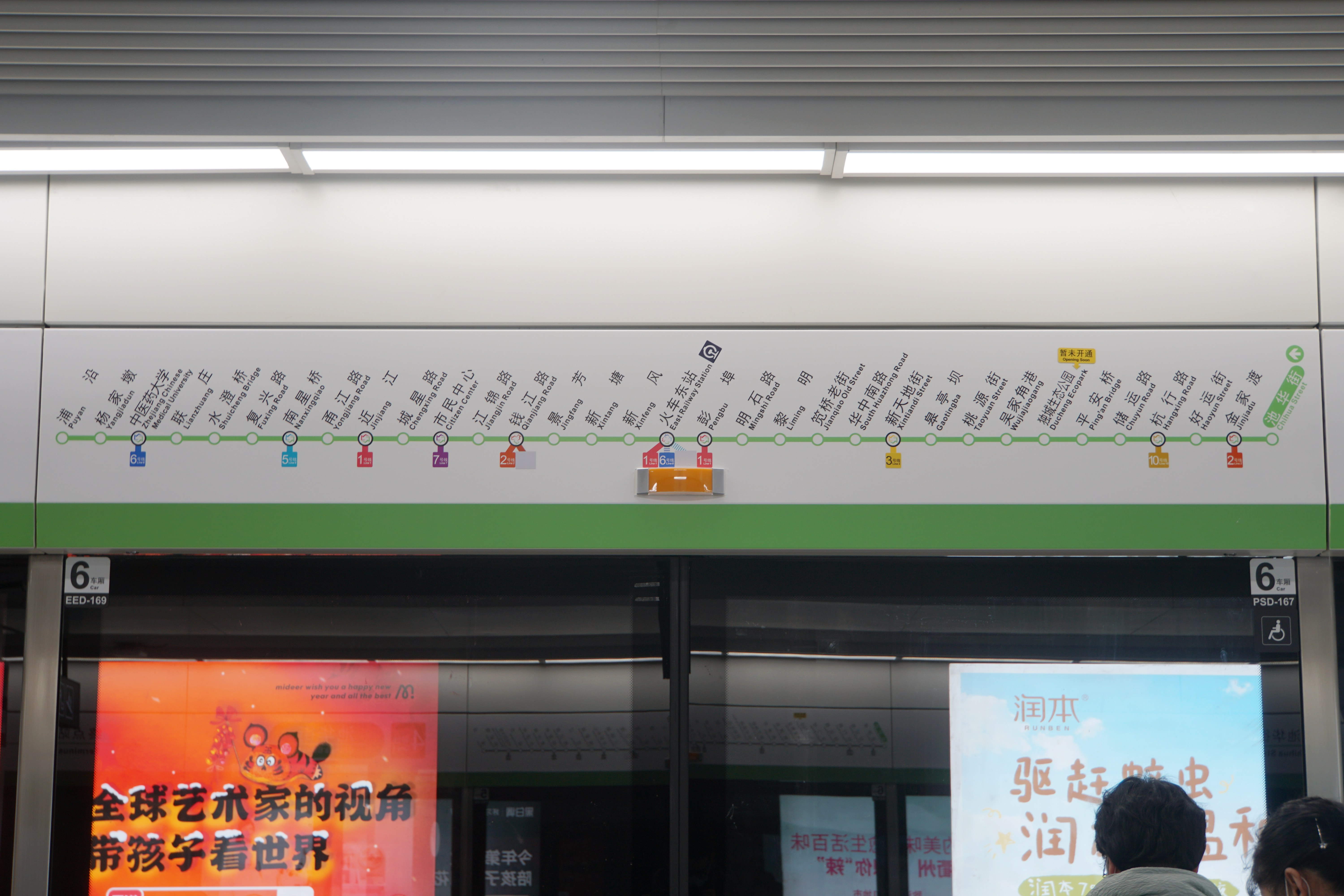
Carte de ligne 4 (février 2022)

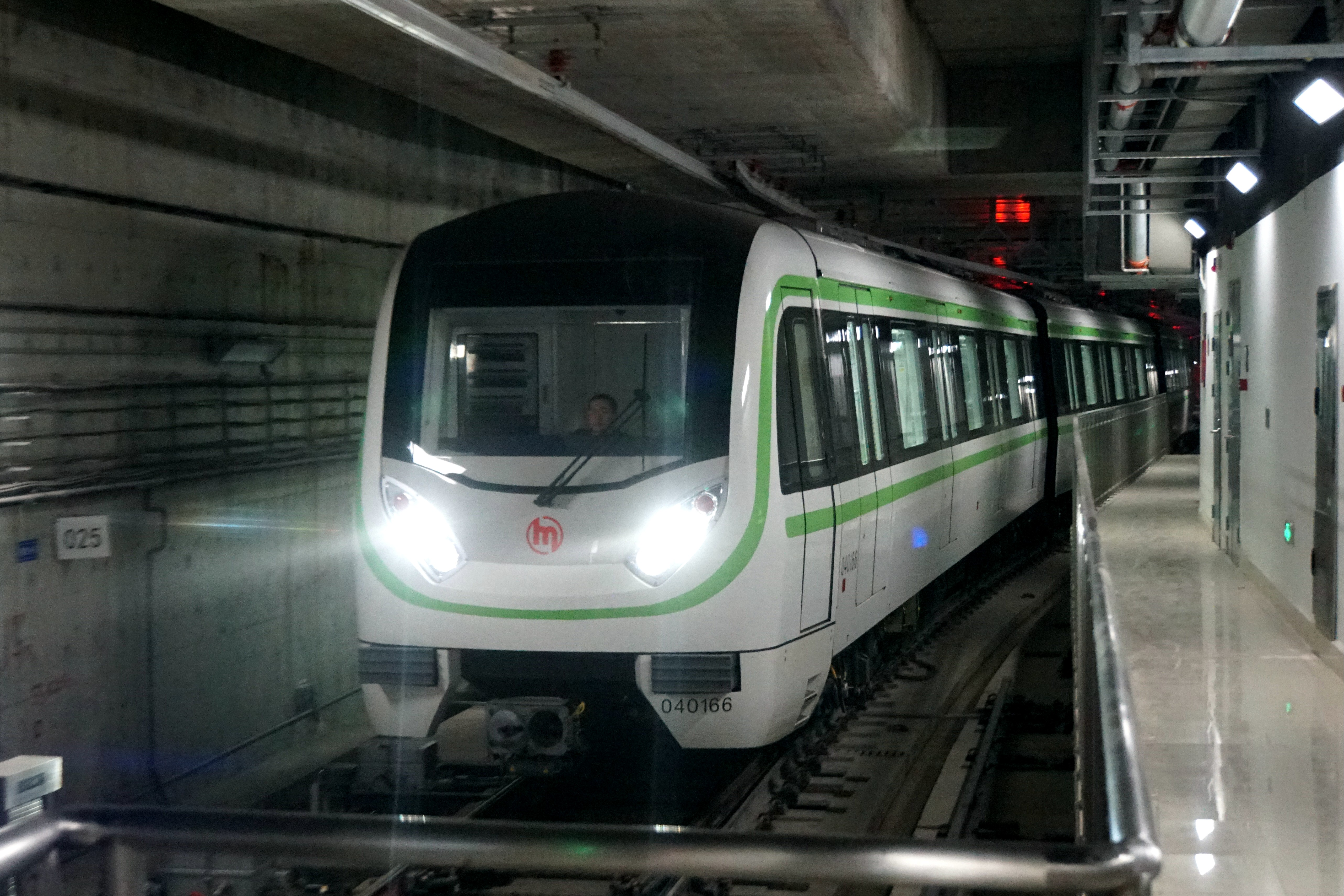
Rame de ligne 4

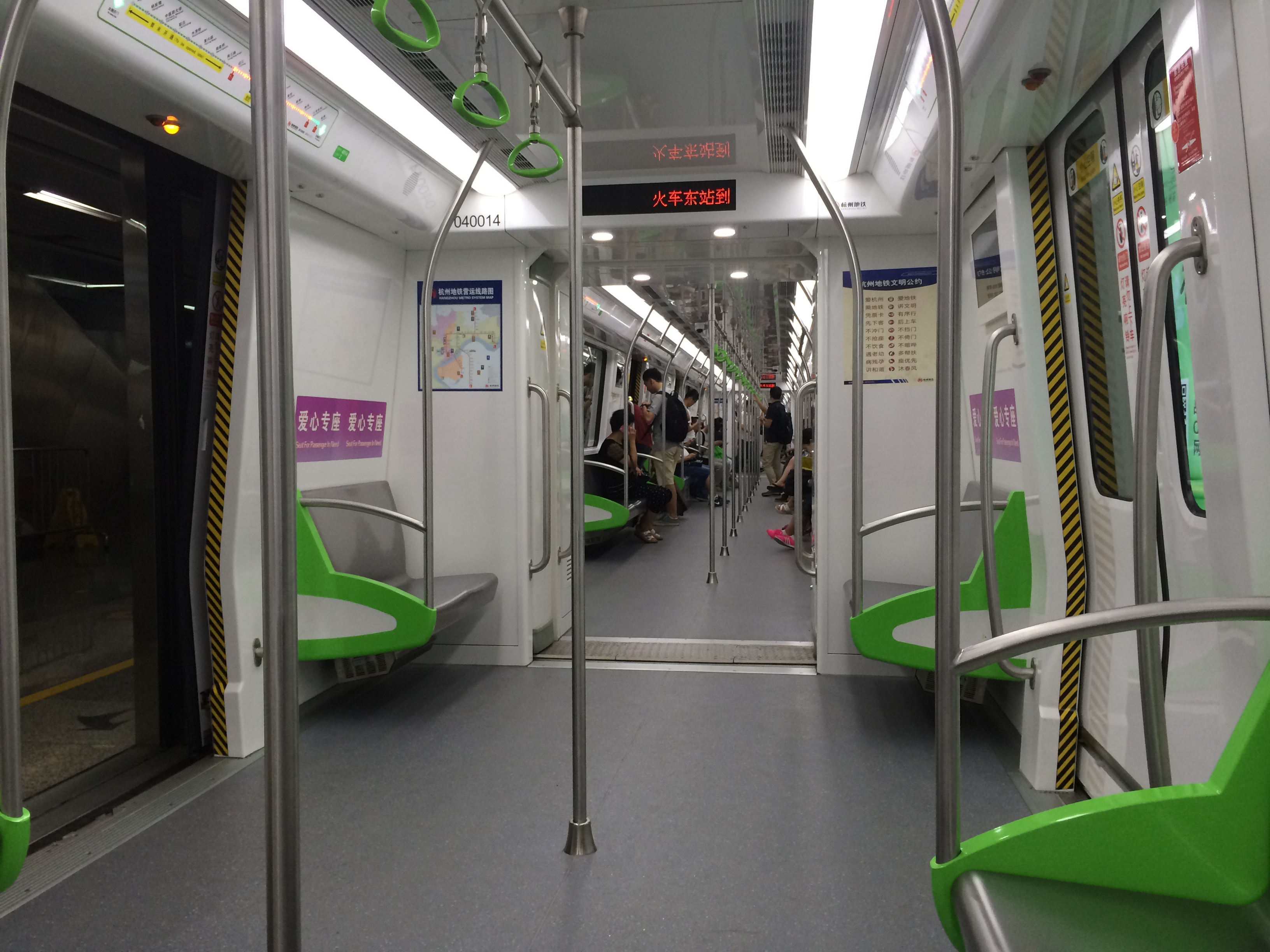
Intérieur

La ligne 4 du métro de Hangzhou (杭州地铁4号线 en Chinois) est, chronologiquement, la troisième ligne du métro de Hangzhou. Sur les 33 stations de la ligne, 18 sont exploitées. La phase 2, comprenante 15 stations avec une longue de 23,5km, a ouvert le 21 février 2022. 

## Histoire

### Chronologie
- 2 février 2015 : L’ouverture de la section Jinjiang-Pengbu, sauf la station Xintang.
- 28 juin 2015 : Ajouter la station Xintang
- 9 janvier 2018 : Prolongation de la ligne de Jinjiang à Puyan, sauf la station Lianzhuang.
- 6 juin 2018 : Ajouter la station Lianzhuang.
- 21 février 2022 : Prolongation de la ligne de Pengbu à Rue Chihua, sauf la station Parc écologique de Ducheng.

## Caractéristiques

### Stations
Voici les stations en service de la Ligne 4[réf. nécessaire].Les stations en italique seront ouvertes à décembre 2021 [réf. nécessaire]. La section Phase 2 est composée de 15 stations et est longue de 23,5 km.
| Route | Route | Nom de la station | Nom de la station                           | Nom de la station                   | Correspondances             | Quartier   | Date d'ouverture |
| Route | Route | Chinois           | Français                                    | Anglais                             | Correspondances             | Quartier   | Date d'ouverture |
| ----- | ----- | ----------------- | ------------------------------------------- | ----------------------------------- | --------------------------- | ---------- | ---------------- |
|       |       |                   |                                             |                                     |                             |            |                  |
| ●     | ｜    | 浦沿              | Puyan                                       | Puyan                               |                             | Binjiang   | 9 janvier 2018   |
| ●     | ｜    | 杨家墩            | Yangjiadun                                  | Yangjiadun                          |                             | Binjiang   | 9 janvier 2018   |
| ●     | ｜    | 中医药大学        | Université du médicine chinoise de Zhejiang | Zhejiang Chinese Medical University | 6                           | Binjiang   | 9 janvier 2018   |
| ●     | ｜    | 联庄              | Lianzhuang                                  | Lianzhuang                          |                             | Binjiang   | 6 juin 2018      |
| ●     | ｜    | 水澄桥            | Pont Shuicheng                              | Shuicheng Bridge                    |                             | Shangcheng | 9 janvier 2018   |
| ●     | ｜    | 复兴路            | Chemin Fuxing                               | Fuxing Road                         |                             | Shangcheng | 9 janvier 2018   |
| ●     | ｜    | 南星桥            | Nanxingqiao                                 | Nanxingqiao                         | 5                           | Shangcheng | 9 janvier 2018   |
| ●     | ●     | 甬江路            | Rue Yongjiang                               | Yongjiang Road                      |                             | Shangcheng | 9 janvier 2018   |
| ●     | ●     | 近江              | Jinjiang                                    | Jinjiang                            | 1                           | Shangcheng | 2 février 2015   |
| ●     | ●     | 城星路            | Rue Chengxing                               | Chengxing Road                      |                             | Shangcheng | 2 février 2015   |
| ●     | ●     | 市民中心          | Centre des citoyens                         | Citizen Center                      | 7                           | Shangcheng | 2 février 2015   |
| ●     | ●     | 江锦路            | Rue Jiangjin                                | Jiangjin Road                       |                             | Shangcheng | 2 février 2015   |
| ●     | ●     | 钱江路            | Chemin Qianjiang                            | Qianjiang Road                      | 2 9                         | Shangcheng | 2 février 2015   |
| ●     | ●     | 景芳              | Jingfang                                    | Jingfang                            |                             | Shangcheng | 2 février 2015   |
| ●     | ●     | 新塘              | Xintang                                     | Xintang                             |                             | Shangcheng | 28 juin 2015     |
| ●     | ●     | 新风              | Xinfeng                                     | Xinfeng                             |                             | Shangcheng | 2 février 2015   |
| ●     | ●     | 火车东站          | Gare de l'Est                               | East Railway Station                | 1 6 19 Gare de Hangzhoudong | Shangcheng | 2 février 2015   |
| ●     | ●     | 彭埠              | Pengbu                                      | Pengbu                              | 1                           | Shangcheng | 2 février 2015   |
| ●     | ●     | 明石路            | Rue Mingshi                                 | Mingshi Road                        |                             | Shangcheng | 21 février 2022  |
| ●     | ●     | 黎明              | Liming                                      | Liming                              |                             | Shangcheng | 21 février 2022  |
| ●     | ●     | 笕桥老街          | Vieille-rue de Jianqiao                     | Jianqiao Old Street                 |                             | Shangcheng | 21 février 2022  |
| ●     | ●     | 华中南路          | Chemin Huazhong-Sud                         | South Huazhong Road                 |                             | Gongshu    | 21 février 2022  |
| ●     | ｜    | 新天地街          | Rue Xintiandi                               | Xintiandi Street                    | 3                           | Gongshu    | 21 février 2022  |
| ●     | ｜    | 皋亭坝            | Gaotingba                                   | Gaotingba                           |                             | Gongshu    | 21 février 2022  |
| ●     | ｜    | 桃源街            | Rue Taoyuan                                 | Taoyuan Street                      |                             | Gongshu    | 21 février 2022  |
| ●     | ｜    | 吴家角港          | Wujiajiaogang                               | Wujiajiaogang                       |                             | Gongshu    | 21 février 2022  |
| ｜    | ｜    | 独城生态公园      | Parc écologique de Ducheng                  | Ducheng Ecopark                     |                             | Gongshu    | Non ouvert       |
| ●     | ｜    | 平安桥            | Pont Ping'an                                | Ping'an Bridge                      |                             | Gongshu    | 21 février 2022  |
| ●     | ｜    | 储运路            | Rue Chuyun                                  | Chuyun Road                         |                             | Yuhang     | 21 février 2022  |
| ●     | ｜    | 杭行路            | Chemin Hangxing                             | Hangxing Road                       | 10                          | Yuhang     | 21 février 2022  |
| ●     | ｜    | 好运街            | Rue Haoyun                                  | Haoyun Street                       |                             | Yuhang     | 21 février 2022  |
| ●     | ｜    | 金家渡            | Jinjiadu                                    | Jinjiadu                            | 2                           | Yuhang     | 21 février 2022  |
| ●     | ｜    | 池华街            | Rue Chihua                                  | Chihua Street                       |                             | Xihu       | 21 février 2022  |
|       |       |                   |                                             |                                     |                             |            |                  |